# HD 222060
HD 222060，又名CP-77 1583，SAO 258166、HR 8957，是一颗恒星，视星等为6，位于銀經308.23，銀緯-39.5，其B1900.0坐标为赤經23h 32m 11.1s，赤緯-77° -39.5′ 22″。